# Quách Kim Long
Quách Kim Long (tiếng Trung: 郭金龙; bính âm: Guō Jīnlóng; sinh tháng 7 năm 1947) là chính khách nước Cộng hòa Nhân dân Trung Hoa, nguyên Phó Chủ nhiệm Ủy ban Chỉ đạo Xây dựng Văn minh tinh thần Trung ương từ tháng 5 năm 2017 đến tháng 10 năm 2017, nguyên Ủy viên Bộ Chính trị. Ông là Thị trưởng Bắc Kinh từ năm 2008 đến năm 2012 và Bí thư Thành ủy Bắc Kinh từ năm 2012 đến năm 2017.
Trước khi công tác tại Bắc Kinh, Quách Kim Long là Bí thư Khu ủy Khu tự trị Tây Tạng từ năm 2000 đến năm 2004 và Bí thư Tỉnh ủy An Huy từ năm 2004 đến năm 2007.

## Tiểu sử
Quách Kim Long sinh tại Nam Kinh. Ông tốt nghiệp khoa Vật lý Đại học Nam Kinh năm 1969 và gia nhập Đảng Cộng sản Trung Quốc năm 1979 và được gửi đến làm việc ở huyện Trung, tỉnh Tứ Xuyên (sau này huyện Trung thành một phần của thành phố Trùng Khánh). Ông cũng làm việc với tư cách là huấn luyện viên thể thao, giáo viên lý luận Ban Tuyên truyền Huyện ủy huyện Trung, trước khi được thăng chức làm Huyện trưởng huyện Trung. Sau đó, ông làm việc tại phòng nghiên cứu chính sách nông thôn Tỉnh ủy Tứ Xuyên. Năm 1987, ông được bổ nhiệm làm Phó Bí thư Thành ủy Lạc Sơn, tỉnh Tứ Xuyên; năm 1990, ông nhậm chức Bí thư Thành ủy Lạc Sơn.
Tháng 12 năm 1993, Quách Kim Long rời Tứ Xuyên, nơi ông đã làm việc trên hai mươi năm để đến Lhasa làm Phó Bí thư Khu ủy Khu tự trị Tây Tạng; ông được thăng chức làm Bí thư Khu ủy Khu tự trị Tây Tạng từ năm 2000 đến 2004. Với tư cách là viên chức quan trọng ở Tây Tạng vào thời điểm đó, Quách Kim Long đóng vai trò quan trọng trong dự án đường sắt Thanh Hải-Tây Tạng.
Ông rời Tây Tạng để nhậm chức Bí thư Tỉnh ủy tỉnh An Huy và Chủ nhiệm Ủy ban Thường vụ Đại hội đại biểu nhân dân tỉnh An Huy từ năm 2005. Trong năm đầu tiên tại An Huy, Quách Kim Long và gia đình ông tiến hành công việc từ một khách sạn. Sau khi Vương Kỳ Sơn rời vị trí Thị trưởng Bắc Kinh, Quách Kim Long di chuyển về hướng bắc từ An Huy để tiếp quản chức vụ quyền Thị trưởng Bắc Kinh vào ngày 30 tháng 11 năm 2007. Ngày 26 tháng 1 năm 2008, ông chính thức được bầu giữ chức vụ Thị trưởng Bắc Kinh. Ngày 3 tháng 7 năm 2012, một vài tháng trước Đại hội Đảng Cộng sản Trung Quốc lần thứ 18, Quách Kim Long được bổ nhiệm làm Bí thư Thành ủy Bắc Kinh. Tại Đại hội Đảng được tổ chức vào tháng 11 năm 2012, Quách Kim Long được bầu vào Bộ Chính trị với 25 thành viên. Ngày 27 tháng 5 năm 2017, Quách Kim Long từ chức Bí thư Thành ủy Bắc Kinh, kế nhiệm ông là Thị trưởng Bắc Kinh Thái Kỳ. Sau đó, Quách Kim Long được bổ nhiệm làm Phó Chủ nhiệm Ủy ban Chỉ đạo Xây dựng Văn minh tinh thần Trung ương.
Quách Kim Long là Ủy viên dự khuyết Ban Chấp hành Trung ương khóa XV và Ủy viên chính thức Ban Chấp hành Trung ương các khóa XVI, XVII và khóa XVIII.
Do sự giới hạn tuổi, Quách Kim Long về hưu tại Đại hội Đảng Cộng sản Trung Quốc lần thứ XIX năm 2017.